# 絕跡語言

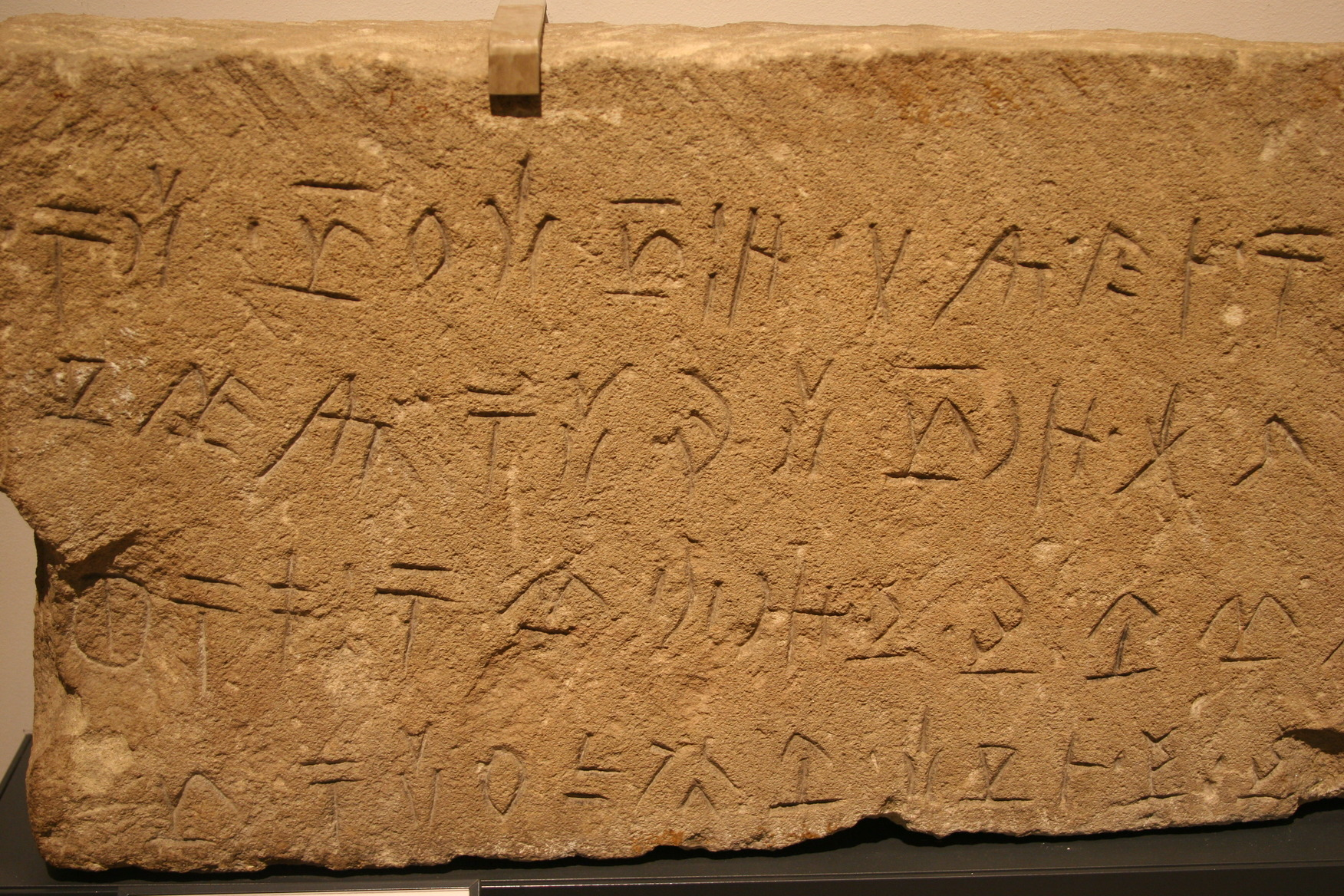
發現於賽普勒斯Amathous約公元前500年至300年之間的伊特拉塞浦路斯语文字模板，現藏於阿什莫林博物館

絕跡語言（英語：Extinct language），又稱滅絕語言、灭亡语言，指一種已經不再被人能够正确掌握使用的语言
根據估計，每兩星期就有一種人類的語言滅亡，變成絕跡語言。
其他有些組織則會為了特定情境、文化的氣氛營造，而偶爾使用這些絕跡語言，例如美國童軍就會在他們一個童軍儀式「聖箭盟」裡使用一種北美印地安人的絕跡語言倫尼萊納佩語。

## 示例
语言：最后母语者、时间
1. 立沃尼亚语：2013年
2. 阿岱語（Adai）：19世紀末葉
3. 阿卡波語（Aka-Bo）：Boa Sr（2010年）
4. 埃雅克語（屬於納－德內語系）：瑪麗·史密斯·瓊斯（英语：Marie Smith Jones）（2008年1月21日）[5]
5. 格陵蘭諾爾斯語：至15世紀末葉，最晚至16世紀
6. 北波莫語：（1994年）
7. 瓦波語：蘿拉·費雪·索莫薩（Laura Fish Somersal），1990年逝世
8. 威托语（Weyto）：有證明最後的母語使用者于1770年仍然存在
9. 維約特語（Wiyot）：Della Prince（1962年）
10. 亞納语（Yana）：依喜（1916年）
11. 约拉语：中古英語的分支（19世紀中葉）

## 列表
- 亞洲滅亡語言列表
- 歐洲滅亡語言列表（List of extinct languages of Europe）

## 外部連結
- The Dodo's Fate: How languages become extinct
- Linguist List - List of Ancient and Extinct Languages （页面存档备份，存于）&A list of ancient and extinct languages with temporary codes （页面存档备份，存于）
- The Foundation of Endangered Languages （页面存档备份，存于）
- Endangered Languages